# Bogandé
Bogandé este un oraș din provincia Gnagna, Burkina Faso.